# مجموعه‌های سببی
برنامه مجموعه‌های سببی (یا مجموعه‌های عِلّی) (به انگلیسی: Causal sets) نگرشی در گرانش کوانتومی می‌باشد. اصل بنیادی آن این است که فضازمان اساساً گسسته است و رویدادهای فضازمان با یک ترتیب پاره‌ای (جزئی) به هم مرتبط اند. معنی فیزیکی این ترتیب پاره ه‌ای، روابط سببی (علّی) بین رویدادهای فضازمان است.
این برنامه بر پایه قضیه‌ای از دیوید مالامنت بنا شده‌است که بیان می‌دارد که چنانچه یک نگاشت دوسویه بین دو فضازمان متمایزگر گذشته و آینده وجود داشته باشد که ساختار سببی میان آن‌ها را حفظ کند، چنین نگاشتی یک‌ریختی همدیس خواهد بود.
برنامه مجموعه‌های سببی نخستین بار توسط رافائل سورکین آغاز شد که امروزه نیز یکی از طرفداران اصلی این برنامه است. این برنامه نظریه‌ای را عرضه می‌کند که در آن با وجود گسسته بودن فضازمان، ناوردایی محلی لورنتز حفظ می‌شود.